# 罗曼诺夫卡农村居民点
罗曼诺夫卡农村居民点（俄语：Романовское сельское поселение）是俄罗斯联邦伏尔加格勒州奥利霍夫卡区所属的一个农村居民点。其下辖有2个居民点，行政中心为罗曼诺夫卡。据2016年统计，该农村居民点的人口为527人。